# Кінь, скрипка... і трішки нервово
«Кінь, скрипка... і трішки нервово» (рос. «Лошадь, скрипка... и немножко нервно») — російський радянський короткометражний фільм 1991 року. Картина удостоєна ряду кінопремій.

## Зміст
Творча фантазія з використанням документальних кадрів. Анімаційний фільм, де реальні персонажі «вирізаються» з реально існуючої плівки і вставляються в інший простір. Там вони починають взаємодіяти вже з іншим фоном.